# Birgland
Birgland là một đô thị ở huyện Amberg-Sulzbach bang Bayern nước Đức. Đô thị Birgland có diện tích 62,4 km², dân số thời điểm ngày 31 tháng 12 năm 2006 là 1842 người.